# Saint-Géry (Lot)
Saint-Géry è un comune francese di 477 abitanti situato nel dipartimento del Lot nella regione dell'Occitania.

## Società

### Evoluzione demografica
Abitanti censiti